# Agrostis prostrata
Agrostis prostrata é uma espécie de gramínea do gênero Agrostis, pertencente à família Poaceae.